# Ebrar Karakurt
Ebrar Karakurt (Balıkesir, 17 de janeiro de 2000) é uma voleibolista turca que atua na posição de oposto e ponteira,  e pode atacar a 3,15 m e bloquear a 3,04 m. 

## Carreira
Os primeiros passos no vôlei no Balıkesir Dsi Spor Kulübü, mais adiante mudou-se para Bursa e representou o time de seu colégio Bahçeşehir Koleji Bursa Bademli Anadolu e paralelamente no Bursa Büyükşehir Belediye Spor Kulübü, representando-o na Liga Turca  na temporada 2014-15, quando foi convocada para seleção e disputar o Campeonato dos Balcãs na Sérvia, no qual foi premiada como melhor oposto.
Tinha duplo vínculo com Bursa BB e com o VakıfBank SK, neste último chegou aos 12 anos de idade e competiu na categoria Sub-17 e foi bicampeã nacional nesta categoria de base, também jogou na categoria de base na temporada 2017-18 pelo Bahçelievler Voleybol Kulübü
Pela seleção nacional  na categoria de base disputou o Mundial Sub-23 de 2017 nas cidades de Ljubljana e Maribor sagrou-se medalhista de ouro, alcançou o quarto lugar no Mundial Sub-18 de 2017 nas cidades de Rosário e Santa Fé, premiada como segunda melhor ponteira. Pelo  VakıfBank SK conquistou a Liga dos Campeões da Europa de 2017-18, foi campeã do Campeonato Mundial de Clubes de 2018 em Shaoxing, sendo bicampeã da Liga A Turca nas temporadas de 2017-18 e 2018-19, permanecendo no clube até 2020.Em 2018, conquistou o bronze no Montreux Volley Masters; e a partir de 2020-21 passou a jogar pelo Türk Hava Yolları obteve o terceiro lugar na Liga A Turca, transferindo-se para  o time italiano do Igor Gorgonzola Novara e disputou a jornada 2021-22
Em 2018 estreou-se pela seleção nacional sénior, conquistando a medalha de prata na Liga das Nações de Voleibol, torneio em que foi premiada como melhor oposta em 2019. Conquista, em 2019, a medalha de prata no campeonato europeu , enquanto, em 2021, a medalha de bronze na Liga das Nações de Voleibol e no campeonato europeu e disputou a edição dos Jogos Olímpicos de Verão de 2020. Em 2023 conquistou a medalha de ouro na Liga das Nações de Voleibol

## Clubes
| Clube                        | De        | A         |
| ---------------------------- | --------- | --------- |
| Bursa BBSK                   | 2014-2015 | 2014-2015 |
| Bahçelievler Voleybol Kulübü | 2017-2018 | 2017-2018 |
| VakıfBank SK                 | 2017-2019 | 2019-2020 |
| Türk Hava Yolları            | 2020-2021 | 2020-2021 |
| Igor Gorgonzola Novara       | 2021-2022 | 2021-2022 |
| Lokomotiv Kaliningrado       | 2023-2024 | atual     |

## Conquistas

### Clubes
- Campeonato Turco

2017-18, 2018-19
- Supercopa Turca

2018 e 2019

## Premiações individuais
- Melhor Oposto da Liga das Nações de 2019
- 2ª Melhor Ponteira do Mundial Sub-18 de 2017